# 25 de mayo
El 25 de mayo es el 145.º (centésimo cuadragésimo quinto) día del año en el calendario gregoriano y el 146.º en los años bisiestos. Quedan 220 días para finalizar el año.

## Acontecimientos
- 567 a. C.: en Roma (península italiana), el rey Servio Tulio celebra un triunfo por su victoria sobre los etruscos.
- 1025: en Qúrduba (Califato de Córdoba) huye Muhammad al-Mustakfi, quien había sido destituido como califa por los cordobeses.
- 1085: Alfonso VI de León reconquista la villa de Toledo a los musulmanes.
- 1420: en Portugal, Enrique el Navegante es nombrado gobernador de la Orden de Cristo.
- 1521: finaliza la Dieta de Worms cuando Carlos V promulga el Edicto de Worms, que declara proscrito a Martín Lutero y prohíbe la posesión y lectura de sus escritos.
- 1659: En Londres (Inglaterra), Richard Cromwell (32) ―el hijo de Oliver Cromwell― comienza un segundo y breve periodo de gobierno republicano, conocido como Commonwealth.
- 1660: en Londres (Inglaterra), el rey Carlos II restaura la monarquía en ese país, once años después de la ejecución de su padre, Carlos I.
- 1722: en Venezuela, es fundada la Villa de San Luis de Cura, por Juan de Bolívar y Villegas, abuelo paterno de Simón Bolívar.
- 1734: en Italia, el conde de Montemar derrota a los austriacos en la Batalla de Bitonto, y España reconquista el Reino de Nápoles.
- 1751: en Concepción (Chile) sucede un terremoto de magnitud 8,5 en la escala sismológica de Richter, que deja un saldo de 65 muertos.
- 1787: en Filadelfia (Estados Unidos) se inicia, tras un retraso de 11 días, la Convención Constitucional.
- 1808: en el transcurso de la Guerra de la Independencia en España, la Junta General del Principado de Asturias, se declara soberana frente al gobierno central de Madrid controlado por los franceses
- 1809: en La Plata (actual Sucre, capital de Bolivia) capital de la Real Audiencia de Charcas, se da inicio la Revolución de Chuquisaca, primera junta de gobierno en el Virreinato del Río de la Plata, considerado el primer grito libertario de América Latina.
- 1810: en Buenos Aires sucede la Revolución de Mayo; al enterarse de que España había sido invadida por Napoleón, un grupo de revolucionarios deponen al virrey y organizan la Primera Junta, el primer gobierno autónomo de lo que sería la Argentina.
- 1812: en la villa de San Salvador de Jujuy (norte de Argentina), el abogado y general Manuel Belgrano vuelve a enarbolar la bandera azul y blanca, actual enseña nacional argentina.
- 1814: en Bolivia, el general Juan Antonio Álvarez de Arenales derrota a los españoles en la batalla de Florida.
- 1819: en Buenos Aires se promulga la Constitución argentina de 1819.
- 1833: se promulga la Constitución Política de la República de Chile de 1833.
- 1865: en Mobile (Alabama) explota un depósito de explosivos. Mueren 300 personas.
- 1878: en el teatro Opera Comique (en Londres) se estrena la opereta H.M.S. Pinafore, de Gilbert y Sullivan.
- 1881: en Venezuela, el presidente Antonio Guzmán Blanco oficializa por decreto la canción Gloria al bravo pueblo como himno nacional.
- 1887: en París (Francia), un incendio destruye el Teatro de la Opera Cómica, y mueren más de ochenta personas.
- 1895: en Londres (Reino Unido) la policía arresta al escritor irlandés Oscar Wilde (1854-1900) por ser homosexual (más exactamente, por «cometer actos de grosera indecencia con otros varones»). Será sentenciado a dos años de cárcel.
- 1895: en Taiwán se funda la República de Formosa, con Tang Ching-sung como presidente.
- 1900: a 15 km de la ciudad de Bucaramanga (Colombia) ―en el marco de la Guerra de los mil días― el Partido Conservador gana la guerra contra el Partido Liberal Colombiano en la batalla de Palonegro.
- 1901: en Argentina se funda la FORA (Federación Obrera Regional Argentina).
- 1901: en Argentina se funda el Club Atlético River Plate.
- 1905: en Argentina se funda el Club Atlético Platense.
- 1906: en Argentina se funda el Club Atlético Defensores de Belgrano.
- 1908: en Buenos Aires (Argentina) se inaugura el Teatro Colón con la representación de la ópera Aída de Giuseppe Verdi.
- 1911: en México, renuncia el presidente Porfirio Díaz, y asume interinamente Francisco León de la Barra.
- 1925: en Estados Unidos, el Gobierno indulta al maestro John T. Scopes, encarcelado, en el Juicio de Scopes, por enseñar la teoría de la evolución de Darwin a sus estudiantes.
- 1926: en París, Sholom Schwartzbard asesina a Symon Petliura, el cerebro del Gobierno en el exilio de la República Nacional Ucraniana, a quien responsabilizaba de los  pogromos en los que murieron más de 50 000 judíos (entre ellos los familiares de Schvartzbard).
- 1930: en Paraná (provincia de Entre Ríos) se funda el Centro Juventud Sionista, actual equipo de la Liga Nacional de Básquet.
- 1938: en Alicante ―en el marco de la guerra civil española―, aviones del ejército de Francisco Franco realizan uno de los peores bombardeos contra población civil: mueren más de 300 hombres, mujeres y niños.
- 1938: en Buenos Aires (Argentina) se inaugura el Estadio Monumental de River Plate.
- 1940: en Buenos Aires se inaugura el estadio de La Bombonera del club Boca Juniors.
- 1940: se inaugura el estadio del Florencio Sola del Club Atlético Banfield.
- 1946: en Transjordania, el parlamento nombra rey a Abd Allah ibn Husayn.
- 1948: en Málaga se funda el Club Atlético Malagueño, actual Málaga Club de Fútbol
- 1951: en el atolón Enewetak (en medio del océano Pacífico) Estados Unidos detona la bomba atómica Ítem (de 45,5 kilotones), la decimoséptima de la Historia humana. Es la primera bomba intensificada con tritio.

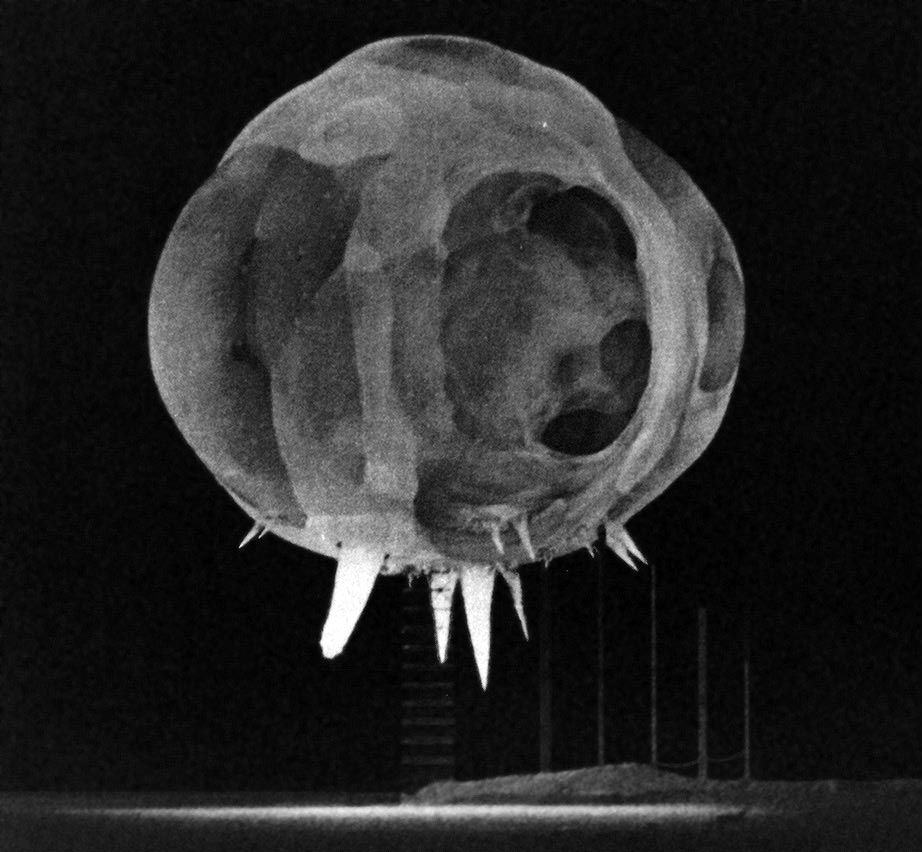
Fotografía tomada pocos milisegundos después de la detonación de una de las bombas atómicas de la operación Tumbler-Snapper (1952). La torre de la detonación se puede ver débilmente en el «rayo» central inferior.

- 1952: en el área 4 del sitio de pruebas nucleares de Nevada, Estados Unidos detona desde una torre la bomba atómica Fox, de 11 kilotones). Unos 7350 soldados que participan del ejercicio militar Desert Rock IV observan la explosión y quedan expuestos de manera no voluntaria a la radiación.
- 1953: a las 8:30 (hora local) o 15:30 (hora mundial): en el área 5 del Sitio de pruebas de Nevada, Estados Unidos dispara la bomba atómica Grable, de 15 kilotones, la primera bomba de artillería nuclear (disparada desde el cañón M65). Más de 21 000 soldados participaron en tierra en el ejercicio Desert Rock V, con la presencia de un número de altos oficiales militares.
- 1953: desde el campus de la Universidad de Houston se realiza la primera transmisión de una estación de televisión pública en los Estados Unidos, la KUHT.
- 1955: en la villa de Udall (Kansas), un tornado F5 mata a 80 personas y hiere a 273.
- 1961: en los Estados Unidos, el presidente John F. Kennedy anuncia después de una sesión especial del Congreso que su gobierno está preparado para comenzar el proyecto que llevará al ser humano a la Luna antes del final de la década (Programa Apolo).
- 1961: el príncipe Hussein de Jordania se casa con la británica Antoinette Gardiner (llamada princesa Muna al-Hussein, n. 1941).
- 1962: en un pozo artificial, a 193 metros bajo tierra, en el área U9b del Sitio de pruebas atómicas de Nevada (a unos 100 km al noroeste de la ciudad de Las Vegas), a las 7:00 (hora local) Estados Unidos detona su bomba atómica n.º 246, White, de 8 kilotones.
- 1963: en Adís Abeba (Etiopía) se funda de la Organización de la Unidad Africana.
- 1966: en la Universidad de Pekín durante la Revolución Cultural maoísta se cuelga el primer dazibao (enorme póster de propaganda política).
- 1966: en el marco del programa Explorer, Estados Unidos lanza el satélite Explorer 32.
- 1967: en Lisboa (Portugal), Celtic F. C. de Escocia vence 2–1 a Inter de Italia en el Estadio Nacional, y se consagra campeón de la Copa de Campeones de Europa 1966-67.
- 1967: en la población de Naksalbari, en el estado de Bengala Occidental, el Gobierno indio ordena a la policía ametrallar a campesinos manifestantes, asesinando a 3 hombres, 6 mujeres y 2 niños. Esto originará la insurgencia naksalita, de extracción maoísta.
- 1972: En París, Francia, se inaugura el tercer y actual estadio Parque de los Príncipes.
- 1972: En Noruega se da la inauguración oficial del Puente Sotra.
- 1973: en Argentina asume la presidencia Héctor Cámpora, primer presidente elegido desde la seguidilla de dictaduras y gobiernos seudodemocráticos (que ganaban elecciones debido a que el 60% de los votantes estaban proscriptos desde 1955).
- 1973: en Cabo Cañaveral, Estados Unidos lanza el Skylab 2 (con Pete Conrad, Paul Weitz y Joseph Kerwin) para reparar los daños en la estación espacial Skylab.
- 1973: en Londres (Reino Unido), el músico Mike Oldfield lanza el disco Tubular Bells.
- 1977: se estrena la película Star wars (Luego retitulada Star Wars: Episode IV - A New Hope).
- 1979: en Chicago (Estados Unidos), un avión DC-10 se estrella durante el despegue desde el Aeropuerto Internacional O'Hare. Mueren todas las 271 personas a bordo y 2 personas en tierra.
- 1979: en Florida (Estados Unidos) es ejecutado John Spenkelink en la primera ejecución legal no voluntaria en los últimos diez años.
- 1981: en Riad se crea una alianza entre países de Oriente Próximo: Baréin, Kuwait, Omán, Catar, Arabia Saudita y los Emiratos Árabes Unidos.
- 1982: en la guerra de las Malvinas la Fuerza Aérea Sur de la Fuerza Aérea Argentina hundió al destructor británico HMS Conventry, y la Fuerza de Tareas 80 de la Armada Argentina provocó daños irreparables al buque portacontenedores Atlantic Conveyor.
- 1982: Se estrena en Reino Unido The Wall (la película) un musical basado en el álbum The Wall publicado en 1979.
- 1983: se estrena la película Star Wars Episode VI: Return of the Jedi.
- 1985: en la Ciudad del Vaticano, el papa Juan Pablo II otorga el título de cardenal a 28 prelados, entre los que se destacan el Arzobispo de Managua, Nicaragua. Miguel Obando y Bravo, S.D.B. y el nigeriano Francis Arinze.
- 1985: Bangladés es azotado por un ciclón tropical que deja más de 10 000 muertos.
- 1992: en la catedral de Palermo (Sicilia), miles de personas asisten al funeral del juez Giovanni Falcone (1939-1992), asesinado por iniciar (el 5 de noviembre de 1985) un macroproceso contra 709 mafiosos.
- 1992: se estrena el primer episodio de la serie Shortland Street.
- 1993: en Guatemala, un golpe de Estado derroca al presidente guatemalteco Jorge Serrano (el Serranazo). Más tarde se sabrá que fue un autogolpe.
- 1993: El cantautor español José Luis Perales, publica su Gente maravillosa.
- 1995: en la ciudad bosnia de Tuzla, el ejército masacra a 72 jóvenes.
- 1997: en Sierra Leona, la milicia reemplaza al presidente Ahmad Tejan Kabbah por el jefe militar Johnny Paul Koromah.
- 1999: el Gobierno de Estados Unidos publica el Informe Cox, en el que se detalla el espionaje nuclear de China contra este país durante las últimas dos décadas.
- 2000: en el Líbano, el ejército invasor israelí se retira de varias zonas, tras 22 años de ocupación (Día de Liberación del Líbano).
- 2001: en el monte Everest (Nepal), los estadounidenses Erik Weihenmayer (de 32 años) y Sherman Bull (de 64 años) se convierten respectivamente en la primera persona ciega y en la persona de mayor edad que han escalado el pico más alto del mundo.
- 2001: se cumplen 100 años de la fundación de River Plate.
- 2002: en el estrecho de Taiwán, un avión de la aerolínea China Airlines se desintegra en el aire y cae al mar. Mueren el pasaje y la tripulación, 225 personas.
- 2003: en Buenos Aires, Néstor Kirchner asume la presidencia (de manera adelantada), reemplazando al presidente interino Eduardo Duhalde.
- 2004: en los Estados Unidos salen a la venta las nuevas versiones de Los Sims: Los Sims más vivos que nunca, Los Sims House Party y Los Sims de vacaciones.
- 2005: Liverpool FC gana la Copa de Europa de Fútbol por quinta vez.
- 2005: en la calle Rufino González, en el barrio de Simancas, distrito de San Blas (en Madrid), a las 9:30 explota un coche bomba de la banda terrorista ETA con unos 20 kg de explosivos.
- 2007: en Moscú, la Torre Ostankino sufre un incendio por segunda vez.
- 2008: la sonda Phoenix aterriza en el planeta Marte en busca de pruebas biológicas.
- 2009: Corea del Norte realiza su segunda prueba nuclear.
- 2010: en Argentina se celebra el bicentenario de la Revolución de Mayo.
- 2011: en Chicago (Estados Unidos), finaliza sus transmisiones el programa de televisión The Oprah Winfrey Show.
- 2012: la nave Dragón se instala en la Estación Espacial Internacional.
- 2013: Eclipse lunar de mayo de 2013.
- 2013: el Bayern de Múnich gana la Liga de Campeones de la UEFA ante el Borussia Dortmund en Wembley por 2 a 1.
- 2014: Universitario de Sucre gana el Torneo Clausura 2013-14 tras empatar contra Sport Boys Warnes 1 a 1, obteniendo su segundo título de LFPB.

- 2014: en España y en otros países de la Unión Europea se celebran elecciones al Parlamento Europeo. En ellas, por primera vez Podemos obtiene representación.
- 2018: se estrena la película Han Solo: una historia de Star Wars, exactamente 41 años después del estreno de Star Wars: Episodio IV - Una nueva esperanza.
- 2018: Colombia entra a ser parte de la OCDE, convirtiéndose en el miembro número 36 en formar parte de esta organización de cooperación económica.
- 2018: En la Unión Europea, se implementa el Reglamento General de Protección de Datos.
- 2018: Shawn Mendes lanza su tercer álbum de estudio, Shawn Mendes (álbum).
- 2019: en Sevilla, en el estadio Benito Villamarín, el Valencia Club de Fútbol alza su 8.ª Copa del Rey en su centenario, tras los goles de Kevin Gameiro y Rodrigo Moreno imponiéndose al FC Barcelona por 2-1.
- 2019: Las Vegas se celebra el evento inaugural pay-per-view de All Elite Wrestling Titulado "Double or Nothing".
- 2020: el oficial de la policía de Mineápolis, Derek Chauvin, asfixia al afroamericano George Floyd, generando una ola de protestas en todo el país.
- 2025: en México, Toluca se corona campeón por undécima vez, del fútbol mexicano tras 15 años sin poder ganar un título, desde el Torneo Bicentenario 2010, cuando consiguió su último título y rompe la hegemonía del América, iniciada desde 2023, que buscaba lograr un tetracampeonato.

## Nacimientos
- 1048: Song Shenzong, emperador chino (f. 1085).
- 1320: Toghon Temür, emperador mongol (f. 1370).
- 1334: Sukō, emperador japonés (f. 1398).
- 1458: Mahmud Begada, sultán indio (f. 1511).
- 1485: Blas Ortiz, inquisidor y autor español (f. 1552).
- 1625: Gaspar Téllez-Girón y Sandoval, aristócrata y militar español (f. 1694).
- 1713: John Stuart, político y primer ministro británico (f. 1792).
- 1749: Gregorio Funes, sacerdote y político argentino (f. 1829).
- 1787: José María Bocanegra, político mexicano (f. 1862).
- 1803:
  - Edward Bulwer-Lytton, novelista, dramaturgo y político británico, autor de Los últimos días de Pompeya (f. 1873).
  - Ralph Waldo Emerson, poeta y filósofo estadounidense (f. 1882).
- 1812: Filippo Pacini, médico italiano (f. 1883).
- 1818:
  - Jacob Burckhardt, historiador y académico suizo (f. 1897).
  - Louise de Broglie, ensayista, biógrafa y aristócrata francesa (f. 1882).
- 1826: Ralph T. H. Griffith indólogo británico (f. 1906).
- 1846: Naim Frasheri, poeta y traductor albano-turco (f. 1900).
- 1853: Elena Maseras, médica española (f. 1900).
- 1856: Louis Franchet d'Espèrey, general argelino-francés (f. 1942).
- 1860: James McKeen Cattell, psicólogo y académico estadounidense (f. 1944).
- 1865:
  - John Mott, religioso, diplomático estadounidense, promotor de la Asociación Cristiana de Jóvenes y Premio Nobel de la Paz de 1946 (f. 1955).
  - Pieter Zeeman, físico,  académico neerlandés y Premio Nobel de Física de 1902 (f. 1943).
- 1866: Digno Núñez, empresario y político ecuatoriano (f. 1949).
- 1867: Anders Peter Nielsen, tirador deportivo danés (f. 1950).
- 1874: Abraham Oyanedel, político chileno (f. 1954).
- 1878: Bill Robinson, actor y bailarín estadounidense (f. 1949).
- 1882: Marie Doro, actriz estadounidense (f. 1956).
- 1886: Rash Behari Bose, militar y activista indio (f. 1945).
- 1887: Pío de Pietrelcina, religioso y sacerdote italiano canonizado por la Iglesia católica (f. 1968).
- 1888: Miles Malleson, actor y guionista británico (f. 1969).
- 1889:
  - Günther Lütjens, almirante alemán (f. 1941).
  - Igor Sikorsky, pionero de la aviación e ingeniero ruso (f. 1972).
- 1897: Gene Tunney, boxeador y militar estadounidense (f. 1978).
- 1899: Kazi Nazrul Islam, poeta, músico, revolucionario y filósofo bengalí (f. 1976).
- 1903: Binnie Barnes, actriz y cantante británica (f. 1998).
- 1905: Antônio Caringi, escultor brasileño (f. 1981).
- 1907: U Nu, político y primer ministro birmano (f. 1995).
- 1908: Theodore Roethke, poeta estadounidense (f. 1963).
- 1910: Concha Linares-Becerra, novelista española (f. 2009).
- 1912: Isidro Lángara, futbolista español (f. 1992).
- 1913: Heinrich Bär, coronel y piloto alemán (f. 1957).
- 1917: Steve Cochran, actor estadounidense (f. 1965).
- 1918:
  - Ángel de Andrés, actor cómico español (f. 2006).
  - Henry Calvin, actor y barítono estadounidense, el sargento García en la serie televisiva El Zorro (f. 1975).
  - Horacio Casarín, futbolista mexicano (f. 2005).
  - Manolín, comediante mexicano (f. 1977).
- 1920: Urbano Navarrete, cardenal español (f. 2010).
- 1921:
  - Hal David, cantautor estadounidense (f. 2012).
  - Jack Steinberger, físico germanoestadounidense y Premio Nobel de Física de 1988 (f. 2020).
- 1922: Enrico Berlinguer, dirigente comunista italiano (f. 1984).
- 1924: Sagadat Nurmagambetov, militar soviético y kazajo y 1.º Ministro de Defensa de Kazajistán (f. 2013).
- 1925:
  - Rosario Castellanos, poeta y escritora mexicana (f. 1974).
  - Aldo Clementi, compositor italiano (f. 2011).
  - Jeanne Crain, actriz estadounidense (f. 2003).
  - Berto Fontana, actor y director de teatro uruguayo (f. 2017).
  - José María Gatica, boxeador argentino (f. 1963).
  - Claude Pinoteau, cineasta y guionista francés (f. 2012).
  - Alekséi Túpolev, diseñador aeronáutico soviético (f. 2001).
- 1926:
  - Claude Akins, actor estadounidense (f. 1994).
  - Phyllis Gotlieb, escritor y poeta canadiense (f. 2009).
  - Bill Sharman, baloncestista estadounidense (f. 2013).
- 1927:
  - Robert Ludlum, novelista y militar estadounidense (f. 2001).
  - Norman Petty, cantante, compositor, pianista, y productor estadounidense (f. 1984).
- 1929: Beverly Sills, soprano y actriz estadounidense (f. 2007).
- 1931: Irwin Winkler, cineasta y productor estadounidense.
- 1932:
  - John Gregory Dunne, novelista, guionista y crítico estadounidense (f. 2003).
  - K. C. Jones, baloncestista y entrenador estadounidense (f. 2020).
- 1938:
  - Rodolfo Bebán, actor argentino (f. 2022).
  - Franco Bonisolli, tenor italiano (f. 2003).
  - Raymond Carver, escritor y poeta estadounidense (f. 1988).
- 1939:
  - Ferdinand Bracke, ciclista belga.
  - Dixie Carter, actriz y cantante estadounidense (f. 2010).
  - Ian McKellen, actor británico.
- 1941: Vladimir Voronin, economista, político y 3.º Presidente de Moldavia desde 2001 hasta 2009.
- 1942: Marcos Mundstock, comediante argentino y miembro del grupo humorístico musical Les Luthiers (f. 2020).
- 1943:
  - Jessi Colter, cantante, compositor y pianista estadounidense.
  - John Palmer, tecladista británico.
  - Leslie Uggams, actriz y cantante estadounidense.
- 1944: Frank Oz, actor, director y titiritero angloestadounidense.
- 1945: Hersha Parady, actriz estadounidense (f. 2023).
- 1947: Lluís Pujol, futbolista español.
- 1948: Klaus Meine, cantante y compositor alemán de rock, de la banda Scorpions.
- 1949:
  - Vicente Pernía, futbolista argentino.
  - Víctor Palomo, piloto de motos español (f. 1985).
  - Jamaica Kincaid, novelista, cuentista, ensayista y poetisa antiguana.
  - Barry Windsor-Smith, pintor e ilustrador británico.
- 1950: Robby Steinhardt, violinista y cantante de rock estadounidense (f. 2021).
- 1951: Bob Gale, director, productor y guionista estadounidense.
- 1952:
  - Jeff Bewkes, empresario estadounidense.
  - Susana Pérez, actriz cubana.
  - Petar Stoyanov, político y presidente búlgaro.
- 1953:
  - Eve Ensler, dramaturga estadounidense.
  - Daniel Passarella, futbolista argentino.
  - Stan Sakai, historietista estadounidense-japonés, creador de Usagi Yojimbo.
  - Gaetano Scirea, futbolista italiano (f. 1989).
- 1955:
  - Carlos Lobo, futbolista argentino.
  - Gustavo Garzón, actor argentino.
  - Connie Sellecca, actriz estadounidense.
- 1957: Alastair Campbell, periodista y escritor británico.
- 1958:
  - Adolfo Fernández, actor español.
  - Paul Weller, cantante, músico y compositor británico de rock de la banda The Jam.
- 1959: Daniel Francisco Cabeza de Vaca, político mexicano.
- 1960: Amy Klobuchar, abogada y política estadounidense.
- 1963:
  - Mike Myers, actor, cantante, productor y guionista canadiense.
  - Adela Micha, periodista y conductora mexicana.
- 1964:
  - Ivan Bella, coronel, piloto y astronauta eslovaco.
  - Ray Stevenson, actor británico (f. 2023).
- 1965:
  - Amparo Llanos, música española, de la banda Dover.
  - Harris Whitbeck, comunicador guatemalteco.
  - Simon Fowler, músico británico.
  - Yahya Jammeh, coronel, político y presidente gambiano.
- 1967: Poppy Z. Brite, escritora estadounidense.
- 1968: Kendall Gill, baloncestista, boxeador y locutor deportivo estadounidense.
- 1969:
  - Glen Drover, guitarrista canadiense de la banda Megadeth.
  - Joxemi, guitarrista español de las bandas Ska-P y No-Relax.
  - Francisco Molina, baterista y percusionista chileno de la banda Los Tres.
  - Anne Heche, actriz estadounidense (f. 2022).
  - Stacy London, periodista y escritora estadounidense.
  - Josu Uribe, entrenador español de fútbol.
- 1970:
  - Jamie Kennedy, actor, productor y guionista estadounidense.
  - Neil Marshall, cineasta inglés.
  - Satsuki Yukino, actriz de voz y cantante japonesa.
  - Octavia Spencer, es una actriz, directora, productora y guionista estadounidense de cine y televisión.
- 1971:
  - Stefano Baldini, corredor italiano.
  - Justin Henry, actor estadounidense.
- 1972:
  - Karan Johar, actor, director, productor y guionista indio.
  - Cung Le, artista marcial mixto y kickboxer survietnamita nacionalizado estadounidense.

- 1973:

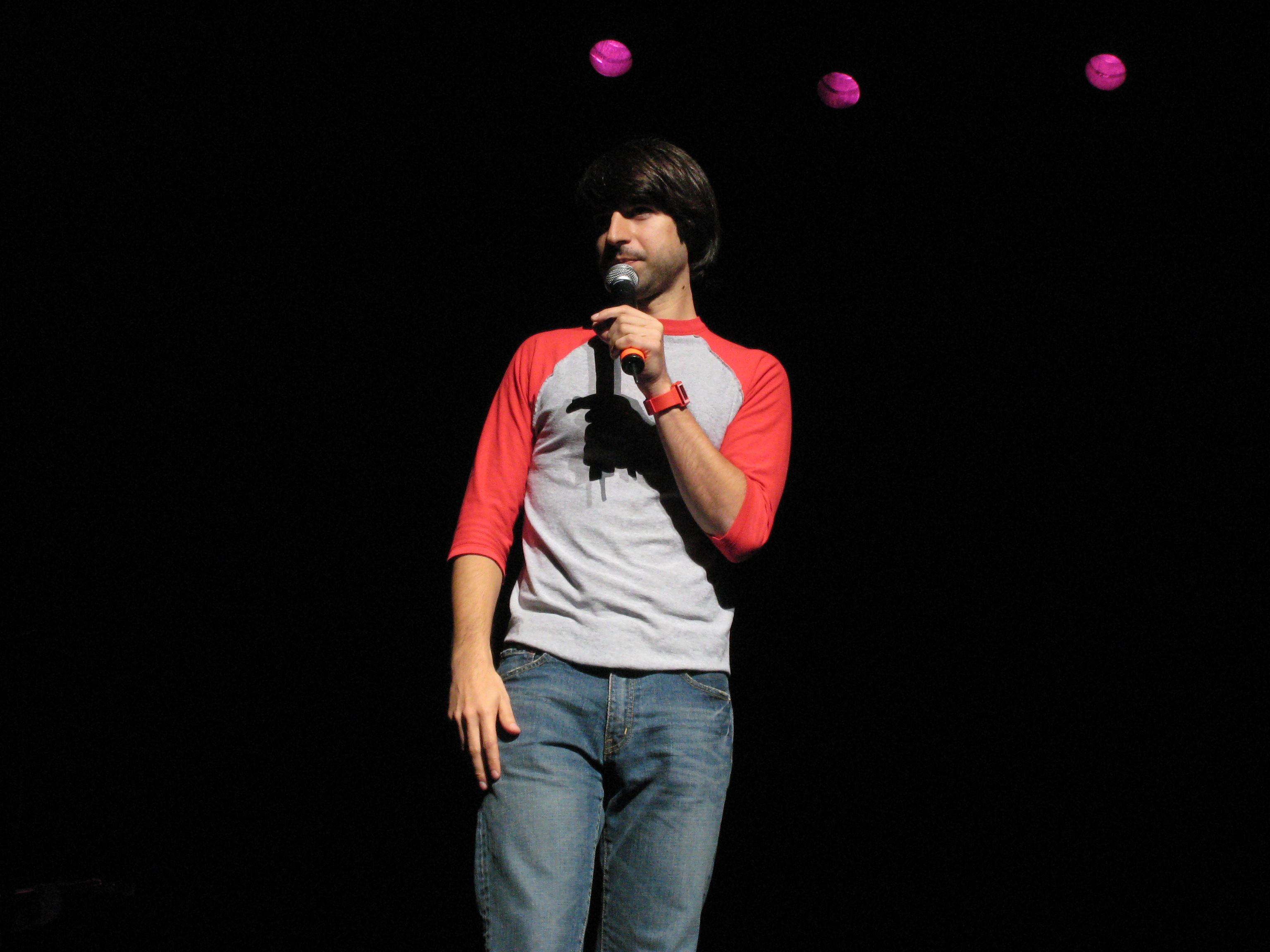
Demetri Martin

  - Daz Dillinger, rapero y productor estadounidense.
  - Mikel Odriozola, atleta español.
  - Molly Sims, modelo y actriz estadounidense.
  - Demetri Martin actor comediante y músico estadounidense
- 1974:
  - Dougie Freedman, futbolista y entrenador británico.
  - Frank Klepacki, baterista y compositor estadounidense.
  - Christian Riganò, futbolista italiano.
- 1975:
  - Chris Durán, cantante francés.
  - Victoria Foust, pianista rusa
  - Keiko Fujimori, política peruana.
  - Lauryn Hill, cantante estadounidense.
- 1976:

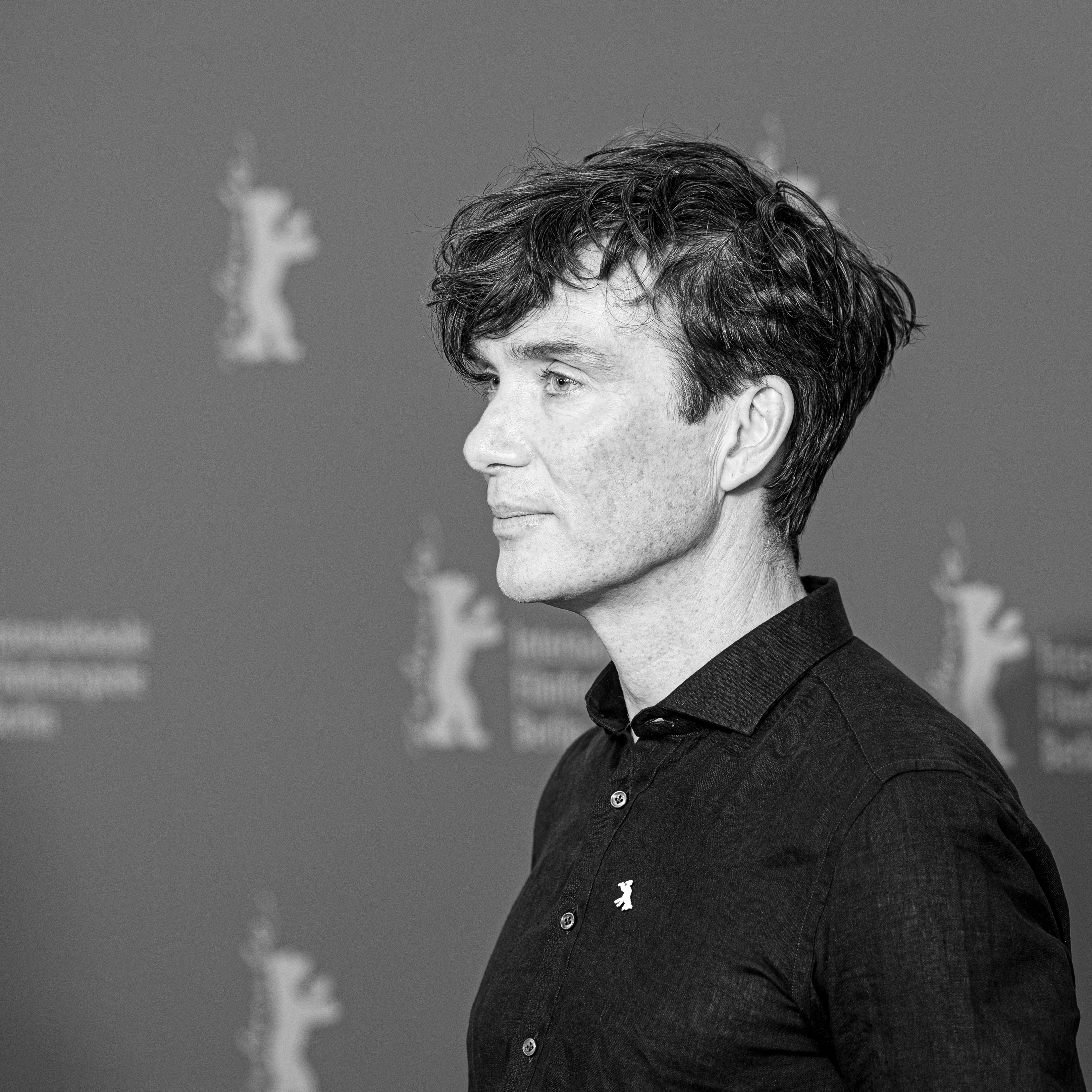
Cillian Murphy

  - Cillian MurphySandra Nasic, cantante alemán de la banda Guano Apes.
  - Erki Pütsep, ciclista estonio.
  - Ethan Suplee, actor estadounidense.
  - Miguel Zepeda, futbolista mexicano.
  - Cillian Murphy, actor irlandés.
- 1977: Alberto Del Rio, artista marcial mixto y luchador mexicano.
- 1978:
  - Adam Gontier, cantante y guitarrista canadiense
  - Ignacio Echeverría, empleado de banca y héroe durante el atentado de Westminster de 2017 (f. 2017).
  - Brian Urlacher, futbolista estadounidense.
- 1979:
  - Hideaki Sorachi, mangaka japonés.
  - Carlos Bocanegra, futbolista estadounidense.
  - Monica Keena, actriz estadounidense.
  - Jonny Wilkinson, rugbista británico.
  - Martin Jiránek, futbolista checo.
- 1980: David Navarro, futbolista español.
- 1981: Michalis Pelekanos, baloncestista griego.
- 1982:
  - Daniel Braaten, futbolista noruego.
  - Roger Guerreiro, futbolista polaco.
  - Ezekiel Kemboi, corredor keniano.
  - Esmé Bianco, actriz británica
- 1983: Mario Božić, futbolista bosnio (f. 2023).

- 1984:

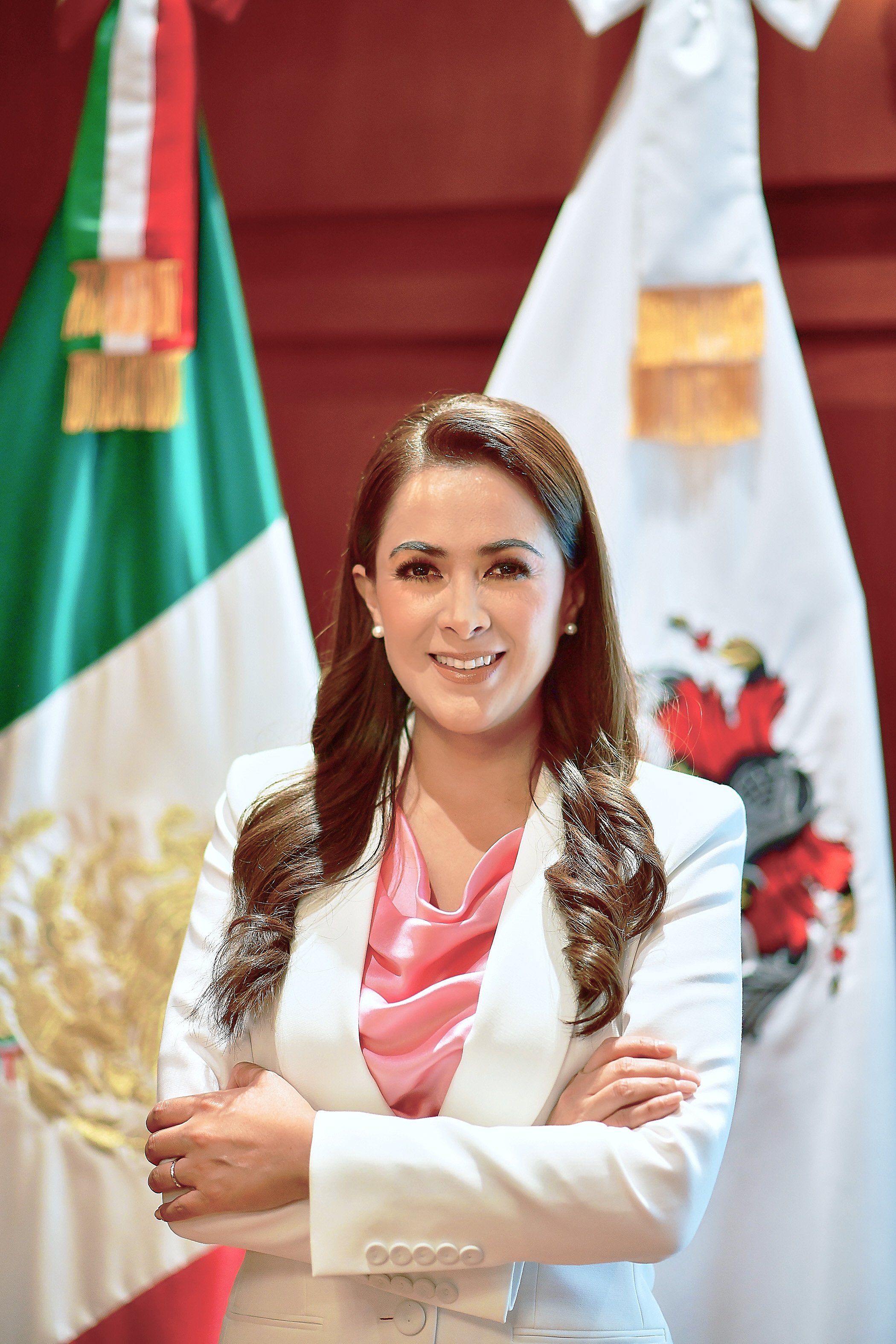
Tere Jiménez

  - Marion Raven, cantautora noruega de la banda M2M.
  - Tere Jiménez, política mexicana.
- 1985:
  - Luciana Abreu, cantante y actriz portuguesa.
  - Joe Anoa'i, luchador profesional.
  - Demba Ba, futbolista senegalés.
  - Roman Reigns, jugador de fútbol americano y luchador estadounidense.
  - Alexis Texas, actriz porno estadounidense.
- 1986:
  - Yoan Gouffran, futbolista francés.
  - Neon Hitch, cantante y compositor británico.
  - Geraint Thomas, ciclista británico.
- 1987: Timothy Derijck, futbolista belga.
- 1988:
  - Cameron van der Burgh, nadador sudafricano.
  - Adrián González Morales, futbolista español.
- 1989, Luna Star, actriz pornográfica y modelo cubana.
- 1990: Bo Dallas, luchador estadounidense.
- 1991: Guy Lawrence, músico británico, de la banda Disclosure.
- 1992: Jón Daði Böðvarsson, futbolista islandés.
- 1993:
  - Timo Letschert, futbolista neerlandés.
  - Shun Horie, actor de voz y cantante japonés.
- 1994:
  - Felipe Acosta, futbolista colombiano.
  - Aly Raisman, gimnasta estadounidense.
- 1995: José Luis Gayà, futbolista español.
- 1996:
  - Abdel Al Badaoui, futbolista marroquí.
  - Jakub Hromada, futbolista eslovaco.
- 1997:
  - Cristina Valdivielso, actriz española.
  - Víctor Martínez Manrique, futbolista español.
  - Sandra Hernández Rodríguez, futbolista española.
  - Federico Andueza, futbolista uruguayo.
  - Tobias Foss, ciclista noruego.
- 1998:
  - Go Hatano, futbolista japonés.
  - Jorge Carrascal, futbolista colombiano.
  - Javi Puado, futbolista español.
  - Felix Prangenberg, ciclista alemán.
  - Grehivin Marchena, futbolista costarricense.
  - Martín Mapisa, futbolista zimbabuense.
  - Barlon Sequeira, futbolista costarricense.
  - Andrew Lambrou, cantante australiano.
- 1999:
  - Brec Bassinger, actriz estadounidense.
  - Vitali Mykolenko, futbolista ucraniano.
  - Kristian Kullamäe, baloncestista estonio.
  - Jesús del Amo Castellano, futbolista español.
  - Giovanni Aleotti, ciclista italiano.
  - Lauren Williams, taewondista británica.
  - Hovhannes Harutyunyan, futbolista armenio.
  - Ibrahima Konaté, futbolista francés.
- 2000:
  - Arthur Theate, futbolista belga.
  - Claire Liu, tenista estadounidense.
  - Jhon Quiñónes, futbolista colombiano.
  - Flore Mbubu, taekwondista congoleña.
  - Finley McLear, atleta británico.
  - Ara Aghanian, halterófilo armenio.
  - Li Zheng, saltador chino.
  - Paul Lapeira, ciclista francés.
  - Berke Özer, futbolista turco.
- 2001: Chloe Lukasiak, actriz y modelo estadounidense.
- 2002:
  - Marco Raina, futbolista italiano.
  - Saiko, cantante español
- 2003:
  - Ariana Arias, futbolista española.
  - Oleh Ocheretko, futbolista ucraniano.
- 2004: Pedro Acosta, motociclista español.

## Fallecimientos
- 615: Bonifacio IV, papa de la iglesia católica (n. c. 550).
- 709: Aldhelm, obispo, poeta y erudito inglés (n. 639).
- 916: Flann Sinna, militar irlandés, rey de Meath (n. 847).
- 986: Abd Al-Rahman Al Sufi, astrónomo persa (n. 903).
- 992: Miecislao I, primer príncipe polaco (n. 935).
- 994: Fujiwara no Michinobu, poeta y cortesano japonés (n. 972).
- 1085: Gregorio VII, papa italiano (n. 1020).
- 1261: Alejandro IV (Rinaldo de Segni), papa entre 1254 y 1261 (n. c. 1199).
- 1552: Blas Ortiz, autor español e inquisidor (n. 1485).
- 1555: Enrique II, rey navarro desde 1517 hasta su fallecimiento (n. 1503).
- 1555: Regnier Gemma Frisius, astrónomo, cartógrafo y matemático francés (n. 1508).
- 1595: Felipe Neri, sacerdote italiano canonizado por la Iglesia católica (n. 1515).
- 1595: Valens Acidalius, poeta y crítico alemán (n. 1567).
- 1681: Pedro Calderón de la Barca, dramaturgo y poeta español (n. 1600).
- 1693: Madame de La Fayette, escritora francesa (n. 1634).
- 1786: Pedro III de Portugal, rey portugués (n. 1717).
- 1789: Anders Dahl, botánico y médico sueco (n. 1751).
- 1805: William Paley, filósofo, sacerdote y teólogo utilitarista británico (n. 1743).
- 1848: Annette von Droste-Hülshoff, poetisa, escritora y compositora alemana (n. 1797).
- 1849: Benjamin D'Urban, general y político británico, gobernador de la Guayana británica (n. 1777).
- 1862: Juana Azurduy, patriota guerrillera independentista boliviana (n. 1780).
- 1865: Magdalena Sofía Barat, religiosa francesa (n. 1779).
- 1899: Rosa Bonheur, pintora y escultora realista francesa (n. 1822).
- 1899: Emilio Castelar, político español (n. 1832).
- 1903: Mayía Rodríguez, militar cubano (n. 1849).
- 1917: Maksim Bahdanovič, poeta y crítico bielorruso (n. 1891).
- 1919: Madam C. J. Walker, empresaria y filántropa estadounidense (n. 1867).
- 1922: Roy Redgrave, actor de teatro y cine mudo británico (n. 1873).
- 1924: Federico Boyd, político y presidente panameño (n. 1851).
- 1924: Lyubov Popova, pintor e ilustrador ruso (n. 1889).
- 1926: Symon Petlura, político ucraniano (n. 1879).
- 1932: Franz von Hipper, almirante alemán (n. 1863).
- 1934: Gustav Holst, trombonista, compositor (autor de Los planetas) y profesor británico de música (n. 1874).
- 1934: Julio Martín, empresario, industrial y pionero suizo-argentino (n. 1862).
- 1937: Henry Ossawa Tanner, pintor e ilustrador estadounidense (n. 1859).
- 1939: Frank Watson Dyson, astrónomo y académico británico (n. 1868).
- 1940: Corisco, cangaceiro brasileño (n. 1907).
- 1940: Joe De Grasse, cineasta estadounidense (n. 1873).
- 1942: Emanuel Feuermann, violonchelista y docente ucraniano (n. 1902).
- 1945: Rafael Estrella Ureña, presidente dominicano (n. 1889).
- 1946: Marcel Petiot, asesino en serie francés (n. 1897).
- 1948: Witold Pilecki, oficial polaco y líder de la resistencia contra los nazis (n. 1901).
- 1948: Mercedes Sirvén Pérez, farmacéutica y militar cubana (n. 1872).
- 1951: Paula von Preradović, poetisa y escritora croata (n. 1887).
- 1952: Ettore Tolomei, nacionalista italiano (n. 1865).
- 1954: Robert Capa, fotógrafo de guerra y periodista húngaro (n. 1913).
- 1955: Juan Vigón, militar español (n. 1880).
- 1965: Sonny Boy Williamson II, cantautor estadounidense de blues (n. 1899).
- 1968: Georg von Küchler, mariscal de campo alemán (n. 1881).
- 1972: Asta Nielsen, actriz danesa (n. 1881).
- 1974: Arturo Jauretche, político y escritor argentino (n. 1901).
- 1975: Eudoro Melo, escritor y político uruguayo (n. 1889).
- 1977: Eugenia Ginzburg, escritora rusa aprisionada en un gulag (n. 1904).
- 1981: Armando de Armas Romero, pintor cubano (n. 1914).
- 1981: Ruby Payne-Scott, físico y astrónomo australiano (n. 1912).
- 1985: Raúl Borrás, político argentino, ministro de Defensa de Raúl Alfonsín (n. 1933).
- 1990: Vic Tayback, actor estadounidense (n. 1930).
- 1991: Huseyn Aliyev, pintor soviético-azerbaiyano, Artista del Pueblo de la República Socialista de Azerbaiyán (n. 1911).
- 1992: Javier Basilio, periodista español (n. 1928).
- 1994: Sonny Sharrock, guitarrista estadounidense de jazz (n. 1940).
- 1995: Élie Bayol, piloto francés de carreras (n. 1914).
- 1995: Krešimir Ćosić, baloncestista y entrenador croata (n. 1948).
- 1996: Renzo De Felice, historiador y escritor italiano (n. 1929).
- 1996: Bradley Nowell, cantante y guitarrista estadounidense de la banda Sublime (n. 1968).
- 1996: Barney Wilen, músico francés de jazz (n. 1937).
- 2000: Nicholas Clay, actor británico (n. 1946).
- 2003: Sloan Wilson, escritor y poeta estadounidense (n. 1920).
- 2005: Zoran Mušič, pintor e ilustrador esloveno (n. 1909).
- 2006: Desmond Dekker, músico jamaicano (n. 1941).
- 2006: Aída Luz, actriz argentina (n. 1917).
- 2007: Charles Nelson Reilly, actor, comediante y director estadounidense (n. 1931).
- 2008: Geremi González, beisbolista venezolano (n. 1975).
- 2008: Ítalo Luder, político peronista argentino (n. 1916).
- 2010: Alexander Belostenny, baloncestista ucraniano (n. 1959).
- 2010: Rafa Galindo, cantante venezolano (n. 1921).
- 2010: Gabriel Vargas, pintor e ilustrador mexicano (n. 1915).
- 2011: Lillian Adams, actriz estadounidense (n. 1922).
- 2011: Leonora Carrington, pintora surrealista y escritora mexicana de origen británico (n. 1917).
- 2012: Edoardo Mangiarotti, esgrimista y dirigente deportivo italiano (n. 1919).
- 2012: Beatrice Sparks, terapeuta y escritora estadounidense (n. 1917).
- 2013: Mahendra Karma, político indio (n. 1950).
- 2013: Marshall Lytle, bajista y compositor estadounidense (n. 1933).
- 2013: Nand Kumar Patel, político indio (n. 1953).
- 2014: Wojciech Jaruzelski, militar y político polaco, presidente de Polonia entre 1989 y 1990 (n. 1923).
- 2014: Herb Jeffries, cantante y actor estadounidense (n. 1913).
- 2014: Matthew Saad Muhammad, boxeador y entrenador estadounidense (n. 1954).
- 2015: John M. Murphy, militar y político estadounidense (n. 1926).
- 2016: Gyula Kosice, escultor argentino de origen checo (n. 1924).
- 2017: Emili Vicente Vives, entrenador de fútbol español (n. 1965).
- 2020: Edith Aron, escritora y traductora literaria alemana (n. 1923).
- 2020: Ricardo Barreda, odontólogo, abogado y asesino convicto argentino (n. 1936).
- 2020: Marcelo Campanal, futbolista español (n. 1932).
- 2020: George Floyd, vigilante de seguridad y rapero estadounidense asesinado por el oficial de la policía de Mineápolis Derek Chauvin (n. 1973).
- 2020: Vadão, entrenador brasileño (n. 1956).
- 2021: John Warner, político estadounidense (n. 1927).
- 2023: Daniel Toro, cantante, compositor y folclorista argentino (n. 1941).
- 2024: Johnny Wactor, actor de cine y televisión estadounidense (n. 1986).
- 2024: Richard M. Sherman, cantautor estadounidense (n. 1928).

## Celebraciones
- Día Internacional de África.
Se conmemora la fundación en 1963 de la Organización para la Unidad Africana, precursora de la Unión Africana.

- Día Mundial del Fútbol.[1]
De acuerdo con la resolución de la Organización de las Naciones Unidas A/RES/78/281, se declaró el Día Mundial del Fútbol [2]el 25 de mayo para reconocer "el alcance global del fútbol y su impacto en diversas esferas, incluyendo el comercio, la paz y la diplomacia, y reconociendo que el fútbol crea un espacio para la cooperación".

- Semana de Solidaridad con los pueblos de los territorios no autónomos.
- Día Mundial del Tarot.

Salud
- Día Mundial de la Tiroides.[3]
- Día Internacional de las Manchas Cutáneas.

Cultura
- Día Internacional del Claqué.
En honor al nacimiento de Bill Robinson.
- Día de la Toalla.
En homenaje a Douglas Adams, autor de la Guía del autoestopista galáctico.
- Día del Orgullo Geek.[4]
En homenaje al lanzamiento de Guerra de las Galaxias de 1977.
- Glorioso 25 de Mayo.
En homenaje a Terry Pratchett, y a su libro Ronda de noche (novela).

Celebraciones compartidas
- Día de la liberación africana: en 
  -  Chad,  Liberia,  Mali,  Mauritania,  Namibia,  Zambia,  Zimbabue

 Por países
(Por orden alfabético)
- Argentina: 
  - Conmemoración por la Revolución de Mayo.[5]

- Bolivia: 
  - Aniversario cívico del Departamento de Chuquisaca.
En conmemoración del Primer Grito Libertario de América Latina, dado en la Revolución de Chuquisaca en 1809.

- Chile: 
  - Día de los Patrimonios.
Es una fiesta cultural que invita a la comunidad a participar en diversas actividades gratuitas para conocer y celebrar el patrimonio cultural y natural del país.
(Se celebra cada 25 y 26 de mayo).

- Colombia: 
  - Día Nacional de la Dignificación a las Víctimas de Violencia Sexual en el marco del Conflicto Armado Interno.[6]
Esta fecha se ha establecido como un reconocimiento a la dignidad de las mujeres que han sido víctimas de este tipo de violencia y como un espacio para la reflexión y la lucha contra la impunidad en ese país.

- España:
  - Día de la Bandera de Asturias.
(en conmemoración del levantamiento de 1808 contra Francia).
  - Día del Orgullo Friki.

- El Salvador: 
  - Día de la Cosmetóloga.

- Estados Unidos: 
  - Día Nacional del Vino.[7]
(en inglés: National Wine Day).
  - Día Nacional del Tap Dance.[8]
(en inglés: National Tap Dance Day).

- Honduras: 
  - Día del Periodista Hondureño.
(Desde 1830).[9]

- Jordania: 
  - Día de la Independencia.

- Letonia: 
  - Festival de Urbanas Diena.

- Líbano: 
  - Día de la Liberación (2000).

- México: 
  - Día del Contador Público.
Se recuerda la entrega del primer título de «contador de comercio» a Fernando Díez Barroso en 1907.

- Perú: 
  - Día de la Educación Inicial.
El 25 de mayo de 1931 se abre el primer jardín estatal para niños a cargo de las hermanas Barcia Boniffatti.

- Venezuela: 
  - Día del Himno Nacional.

### Santoral católico

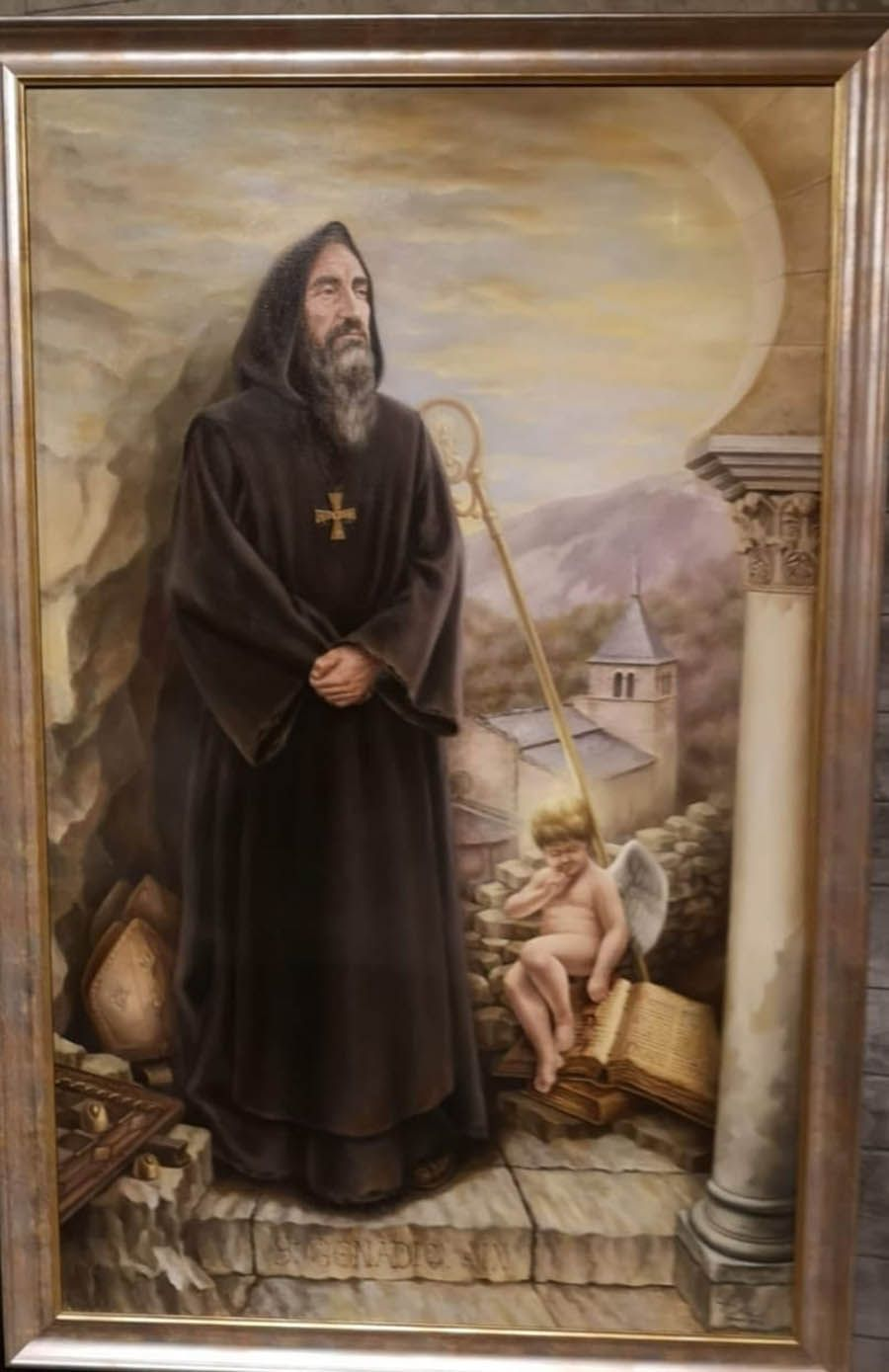
San Genadio, obra de la pintora Ana María Martínez.

- San Aldelmo.
- San Beda el Venerable.[10]
- San Canión de Atela.[10]
- San Dionisio de Milán.[10]
- San Dionisio Ssebuggwawo.[10]
- San Genadio de Astorga.[10](imagen ilustrativa).
- San Gregorio VII, papa.
- San León de Troyes.[10]
- Santa Magdalena Sofía Barat.[10]
- Santa María Magdalena de Pazzi.
- San Pedro Doan Van Van.[10]
- San Zenobio de Florencia.[10]
- Beato Gerardo Mecatti.[10]
- Beato Gerio de Montesanto.[10]
- Beato Jacobo Felipe Bertoni.[10]
- Beato Nicolás Cehelski.[10]
- Santa Emma de Altea.

 Por países
(Por orden alfabético)
- España:
  - Feria y Fiestas en honor de Nuestra Señora de la Salud en Córdoba, Andalucía.